# 커세어 (우주선)
커세어는 혜성의 핵을 탐사하는 혜성 탐사선이다. 목적은 혜성의 핵을 채취하여 지구에 가져와 태양계 형성 과정을 연구하고 인간의 혜성 거주 가능성을 알아내는 것이다. 2017년 5월 고다드 우주 센터에서 생각하여 뉴 프론티어 프로그램에 제안되었으나, 최종적으로 카이사르가 선출되면서 취소되었다.

## 역사와 제작배경
2017년 5월 고다드 우주 센터에서 생각하여 뉴 프론티어 프로그램에 제안되었으나, 후보작이 다른 프로그램의 차기 계획보다 많이 나와서 선출 가능성도 희박하고, 혜성의 핵을 채취하는 것은 아예 혜성 표면을 없애야 하는 뿐더러 최종적으로 선출가능성이 가장 높던 카이사르가 선출되면서 취소되었다.

## 장비
CorDIS:카메라로, 접사사진과 광각사진을 찍는 것이 목적이다.
CDS:샘플 캐쉬로, 샘플을 채취해 안전히 보관하는 것이 목적이다.
CorAL:고출력 레이저로, 목적은 레이저로 혜성 샘플과 혜성을 탐사하고 물리적 성질을 알아내는 것이다.
C-THEMIS:적외선 카메라 및 질량분석기로, 혜성 핵의 질량 특성을 알아내고 광물학적 특성을 알아내는 것이 목적이다.
C-MaSt:질량분석기로, 혜성의 표면을 질량분석하는 것이 목표다.

## 발사
2024년 델타 IV나 델타 IV 헤비로 발사될 예정이었다.

## 지원, 개발, 투자
- NASA
- JPL
- ULA

## 같이 보기
- 생명의 기원
- 콘도르 (우주선)